# Знаки почтовой оплаты СССР (1944)
Зна́ки почто́вой опла́ты СССР (1944) — перечень (каталог) знаков почтовой оплаты (почтовых марок), введённых в обращение дирекцией по изданию и экспедированию знаков почтовой оплаты Народного комиссариата связи СССР в 1944 году.
С февраля по декабрь 1944 года было выпущено 69 памятных (коммеморативных) почтовых марок. Тематика коммеморативных марок охватывала знаменательные даты и события, была посвящена городам-героям. Продолжены серия, посвящённая 25-летию ВЛКСМ и серия «Ордена СССР», начатые в 1943 году, а также серия, посвящённая героям Советского Союза и серия «Великая Отечественная война 1941—1945», начатые в 1942 году.
В 1944 году поступили в обращение три односторонние рекламно-агитационные почтовые карточки со стандартной почтовой маркой  (ЦФА [АО «Марка»] № 558Б) четвёртого выпуска (1936—1953). Изображение почтовой марки стандартного выпуска печаталось в правом верхнем углу почтовой карточки, лишь изредка отличаясь в деталях от ранее выпущенной отдельно марки. Почтовые карточки с оригинальной маркой и маркированные почтовые конверты в 1944 году почтой СССР официально не выпускались. Цельные вещи печатались на предприятиях Гознака Народного комиссариата финансов СССР.

## Список коммеморативных (памятных) марок
Порядок следования элементов в таблице соответствует номеру по каталогу марок СССР (ЦФА), в скобках приведены номера по каталогу «Михель».
| № по каталогу                       | Изображение | Описание и источники | Номинал           | Дата выпуска          | Тираж      | Художник                                 |
| ----------------------------------- | ----------- | --- | ----------------- | --------------------- | ---------- | ---------------------------------------- |
| (ЦФА [АО «Марка»] № 874) (Mi #886)  |             | Серия «25-летие ВЛКСМ»: - Танковая атака, красно-оранжевая. | 0,20 руб.         | 15 апреля 1944 года   | 3 000 000  | Виктор Климашин                          |
| (ЦФА [АО «Марка»] № 875) (Mi #887)  |             | Серия «25-летие ВЛКСМ»: - Рукопашный бой, коричневая, красная. | 0,30 руб.         | 15 апреля 1944 года   | 1 000 000  | Николай Жуков                            |
| (ЦФА [АО «Марка»] № 877) (Mi #889)  |             | Серия «25-летие ВЛКСМ»: - Боец с гранатой, чёрная, сине-зелёная. | 2,00 руб.         | 15 апреля 1944 года   | 1 000 000  | Николай Жуков                            |
| (ЦФА [АО «Марка»] № 880) (Mi #892)  |             | Авиапочта. Серия «Памяти советских стратонавтов»: - Усыскин И. Д. (1910—1934) | 1,00 руб.         | февраль 1944 года     | 1 000 000  | Наум Боров, Григорий Замский, Иосиф Ганф |
| (ЦФА [АО «Марка»] № 881) (Mi #893)  |             | Авиапочта. Серия «Памяти советских стратонавтов»: - Васенко А. Б. (1899—1934) | 1,00 руб.         | февраль 1944 года     | 1 000 000  | Наум Боров, Григорий Замский, Иосиф Ганф |
| (ЦФА [АО «Марка»] № 882) (Mi #894)  |             | Авиапочта. Серия «Памяти советских стратонавтов»: - Федосеенко П. Ф. (1898—1934) | 1,00 руб.         | февраль 1944 года     | 1 000 000  | Наум Боров, Григорий Замский, Иосиф Ганф |
| (ЦФА [АО «Марка»] № 883) (Mi #897)  |             | Серия «Города-герои»: - Ленинград | 0,30 руб.         | 27 марта 1944 года    | 2 000 000  | Александр Мандрусов                      |
| (ЦФА [АО «Марка»] № 884) (Mi #898)  |             | Серия «Города-герои»: - Сталинград | 0,30 руб.         | 27 марта 1944 года    | 1 000 000  | Александр Мандрусов                      |
| (ЦФА [АО «Марка»] № 885) (Mi #895)  |             | Серия «Города-герои»: - Одесса | 0,30 руб.         | 27 марта 1944 года    | 2 000 000  | Александр Мандрусов                      |
| (ЦФА [АО «Марка»] № 886) (Mi #896)  |             | Серия «Города-герои»: - Севастополь | 0,30 руб.         | 27 марта 1944 года    | 2 000 000  | Александр Мандрусов                      |
| (ЦФА [АО «Марка»] № 887) (Mi #864)  |             | Серия «Герои Советского Союза»: - Члены организации «Молодая гвардия», синяя. | 0,30 руб.         | 6 апреля 1944 года    | 5 000 000  | Иван Дубасов                             |
| (ЦФА [АО «Марка»] № 888) (Mi #860)  |             | Серия «Герои Советского Союза»: - В. В. Талалихин, серо-зелёная. | 0,30 руб.         | 6 апреля 1944 года    | 5 000 000  | Виктор Бибиков                           |
| (ЦФА [АО «Марка»] № 889) (Mi #863)  |             | Серия «Герои Советского Союза»: - Н. Ф. Гастелло, синяя. | 0,30 руб.         | 6 апреля 1944 года    | 5 000 000  | Виктор Бибиков                           |
| (ЦФА [АО «Марка»] № 890) (Mi #862)  |             | Серия «Герои Советского Союза»: - А. П. Чекалин, ярко-зелёная. | 0,30 руб.         | 6 апреля 1944 года    | 5 000 000  | Иван Дубасов                             |
| (ЦФА [АО «Марка»] № 891) (Mi #861)  |             | Серия «Герои Советского Союза»: - З. А. Космодемьянская, фиолетовая. | 0,30 руб.         | 6 апреля 1944 года    | 5 000 000  | Иван Дубасов                             |
| (ЦФА [АО «Марка»] № 892) (Mi #899)  |             | Авиапочта: - В. В. Талалихин, надпечатка кирпично-красная | 1,00 на 0,30 руб. | 30 апреля 1944 года   | 2 000 000  | Виктор Бибиков                           |
| (ЦФА [АО «Марка»] № 893) (Mi #900)  |             | Авиапочта: - Н. Ф. Гастелло, надпечатка красная | 1,00 на 0,30 руб. | 30 апреля 1944 года   | 2 000 000  | Виктор Бибиков                           |
| (ЦФА [АО «Марка»] № 894) (Mi #901B) |             | Серия «Ордена СССР»: - Орден Отечественной войны, красная на розовом фоне | 0,15 руб.         | 31 мая 1944 года      | 10 000 000 | Александр Мандрусов                      |
| (ЦФА [АО «Марка»] № 895) (Mi #902B) |             | Серия «Ордена СССР»: - Орден Александра Невского, голубая на светло-голубом фоне | 0,20 руб.         | 31 мая 1944 года      | 10 000 000 | Александр Мандрусов                      |
| (ЦФА [АО «Марка»] № 896) (Mi #903B) |             | Серия «Ордена СССР»: - Орден Суворова, зелёная на светло-зелёном фоне | 0,30 руб.         | 31 мая 1944 года      | 10 000 000 | Александр Мандрусов                      |
| (ЦФА [АО «Марка»] № 897) (Mi #904B) |             | Серия «Ордена СССР»: - Орден Кутузова, красная на розовом фоне | 0,60 руб.         | 31 мая 1944 года      | 10 000 000 | Александр Мандрусов                      |
| (ЦФА [АО «Марка»] № 898) (Mi #901A) |             | Серия «Ордена СССР»: - Орден Отечественной войны, красная на розовом фоне | 0,15 руб.         | 5 июня 1944 года      | 4 000 000  | Александр Мандрусов                      |
| (ЦФА [АО «Марка»] № 899) (Mi #902A) |             | Серия «Ордена СССР»: - Орден Александра Невского, голубая на светло-голубом фоне | 0,20 руб.         | 5 июня 1944 года      | 4 000 000  | Александр Мандрусов                      |
| (ЦФА [АО «Марка»] № 900) (Mi #903A) |             | Серия «Ордена СССР»: - Орден Суворова, зелёная на светло-зелёном фоне | 0,30 руб.         | 5 июня 1944 года      | 4 000 000  | Александр Мандрусов                      |
| (ЦФА [АО «Марка»] № 901) (Mi #904A) |             | Серия «Ордена СССР»: - Орден Кутузова, красная на розовом фоне | 0,60 руб.         | 5 июня 1944 года      | 4 000 000  | Александр Мандрусов                      |
| (ЦФА [АО «Марка»] № 902) (Mi #905)  |             | Серия «Ордена СССР»: - Орден Отечественной войны, серо-стальная | 1,00 руб.         | 5 июня 1944 года      | 3 000 000  | Александр Мандрусов                      |
| (ЦФА [АО «Марка»] № 903) (Mi #906)  |             | Серия «Ордена СССР»: - Орден Александра Невского, сине-стальная | 3,00 руб.         | 5 июня 1944 года      | 2 000 000  | Александр Мандрусов                      |
| (ЦФА [АО «Марка»] № 904) (Mi #907)  |             | Серия «Ордена СССР»: - Орден Кутузова, оливково-зелёная | 5,00 руб.         | 5 июня 1944 года      | 1 000 000  | Александр Мандрусов                      |
| (ЦФА [АО «Марка»] № 905) (Mi #908)  |             | Серия «Ордена СССР»: - Орден Суворова, светло-красная | 10,00 руб.        | 5 июня 1944 года      | 1 000 000  | Александр Мандрусов                      |
| (ЦФА [АО «Марка»] № 906) (Mi #909)  |             | Серия «День Объединённых Наций»: - Флаги СССР, США и Великобритании, красная, синяя, серо-коричневая | 0,60 руб.         | 14 июня 1944 года     | 1 500 000  | Александр Мандрусов                      |
| (ЦФА [АО «Марка»] № 907) (Mi #910)  |             | Серия «День Объединённых Наций»: - Флаги СССР, США и Великобритании, красная, синяя, чёрно-синяя | 3,00 руб.         | 14 июня 1944 года     | 500 000    | Александр Мандрусов                      |
| (ЦФА [АО «Марка»] № 908) (Mi #911)  |             | Серия «20-летие со дня смерти В. И. Ленина»: - Портреты В. И. Ленина и И. В. Сталина, красно-оранжевая | 0,30 руб.         | 27 июня 1944 года     | 1 500 000  | Наум Боров, Григорий Замский, Иосиф Ганф |
| (ЦФА [АО «Марка»] № 909) (Mi #912)  |             | Серия «20-летие со дня смерти В. И. Ленина»: - В. И. Ленин в детстве, чёрная, серо-синяя | 0,30 руб.         | 27 июня 1944 года     | 1 500 000  | Наум Боров, Григорий Замский, Иосиф Ганф |
| (ЦФА [АО «Марка»] № 910) (Mi #913)  |             | Серия «20-летие со дня смерти В. И. Ленина»: - В. И. Ленин в юности, чёрная, серо-синяя | 0,45 руб.         | 27 июня 1944 года     | 1 000 000  | Наум Боров, Григорий Замский, Иосиф Ганф |
| (ЦФА [АО «Марка»] № 911) (Mi #914)  |             | Серия «20-летие со дня смерти В. И. Ленина»: - Портрет В. И. Ленина, чёрная, серо-синяя | 0,50 руб.         | 27 июня 1944 года     | 1 000 000  | Наум Боров, Григорий Замский, Иосиф Ганф |
| (ЦФА [АО «Марка»] № 912) (Mi #915)  |             | Серия «20-летие со дня смерти В. И. Ленина»: - В. И. Ленин на трибуне, чёрная, серо-синяя | 0,60 руб.         | 27 июня 1944 года     | 1 000 000  | Наум Боров, Григорий Замский, Иосиф Ганф |
| (ЦФА [АО «Марка»] № 913) (Mi #916)  |             | Серия «20-летие со дня смерти В. И. Ленина»: - Мавзолей В. И. Ленина, тёмно-коричневая, тёмно-синяя | 1,00 руб.         | 27 июня 1944 года     | 500 000    | Александр Мандрусов                      |
| (ЦФА [АО «Марка»] № 914) (Mi #917)  |             | Серия «20-летие со дня смерти В. И. Ленина»: - Портреты В. И. Ленина и И. В. Сталина, чёрно-синяя, оранжевая | 3,00 руб.         | 27 июня 1944 года     | 500 000    | Наум Боров, Григорий Замский, Иосиф Ганф |
| (ЦФА [АО «Марка»] № 915) (Mi #918B) |             | Серия «100-летие со дня рождения композитора Н. А. Римского-Корсакова»: - Портрет Н. А. Римского-Корсакова, серо-коричневая                                                                                                | 0,30 руб.         | июль 1944 года        | 500 000    | Николай Жуков                            |
| (ЦФА [АО «Марка»] № 916) (Mi #919B) |             | Серия «100-летие со дня рождения композитора Н. А. Римского-Корсакова»: - Портрет Н. А. Римского-Корсакова, серо-зелёная                                                                                                   | 0,60 руб.         | июль 1944 года        | 600 000    | Николай Жуков                            |
| (ЦФА [АО «Марка»] № 917) (Mi #920B) |             | Серия «100-летие со дня рождения композитора Н. А. Римского-Корсакова»: - Портрет Н. А. Римского-Корсакова, зелёная | 1,00 руб.         | июль 1944 года        | 500 000    | Николай Жуков                            |
| (ЦФА [АО «Марка»] № 918) (Mi #921B) |             | Серия «100-летие со дня рождения композитора Н. А. Римского-Корсакова»: - Портрет Н. А. Римского-Корсакова, тёмно-лиловая                                                                                                  | 3,00 руб.         | июль 1944 года        | 500 000    | Николай Жуков                            |
| (ЦФА [АО «Марка»] № 919) (Mi #918A) |             | Серия «100-летие со дня рождения композитора Н. А. Римского-Корсакова»: - Портрет Н. А. Римского-Корсакова, серо-коричневая                                                                                                | 0,30 руб.         | июль 1944 года        | 7 000 000  | Николай Жуков                            |
| (ЦФА [АО «Марка»] № 920) (Mi #919A) |             | Серия «100-летие со дня рождения композитора Н. А. Римского-Корсакова»: - Портрет Н. А. Римского-Корсакова, серо-зелёная                                                                                                   | 0,60 руб.         | июль 1944 года        | 3 000 000  | Николай Жуков                            |
| (ЦФА [АО «Марка»] № 921) (Mi #920A) |             | Серия «100-летие со дня рождения композитора Н. А. Римского-Корсакова»: - Портрет Н. А. Римского-Корсакова, зелёная | 1,00 руб.         | июль 1944 года        | 2 000 000  | Николай Жуков                            |
| (ЦФА [АО «Марка»] № 922) (Mi #921A) |             | Серия «100-летие со дня рождения композитора Н. А. Римского-Корсакова»: - Портрет Н. А. Римского-Корсакова, зелёная | 3,00 руб.         | июль 1944 года        | 1 000 000  | Николай Жуков                            |
| (ЦФА [АО «Марка»] № 923) (Mi #922)  |             | Серия «Герои Советского Союза»: - Гвардии сержант Х. Нурадилов (1924—1942). | 0,30 руб.         | июль 1944 года        | 5 000 000  | Иван Дубасов                             |
| (ЦФА [АО «Марка»] № 924) (Mi #923)  |             | Серия «Герои Советского Союза»: - Гвардии рядовой А. Матросов (1924—1943). | 0,60 руб.         | июль 1944 года        | 5 000 000  | Иван Дубасов                             |
| (ЦФА [АО «Марка»] № 925) (Mi #924)  |             | Серия «Герои Советского Союза»: - Ефрейтор Ф. Лузан (1921—1941). | 0,60 руб.         | июль 1944 года        | 10 000 000 | Иван Дубасов                             |
| (ЦФА [АО «Марка»] № 926) (Mi #931)  |             | Серия «Герои Советского Союза»: - Подполковник Б. Сафонов (1915—1942). | 0,60 руб.         | октябрь 1944 года     | 3 000 000  | Иван Дубасов                             |
| (ЦФА [АО «Марка»] № 927) (Mi #930)  |             | Серия «Герои Советского Союза»: - Снайперы М. Поливанова (1922—1942) и Н. Ковшова (1920—1942), зелёная. | 0,60 руб.         | октябрь 1944 года     | 3 000 000  | Иван Дубасов                             |
| (ЦФА [АО «Марка»] № 928) (Mi #927)  |             | Серия «Герои Гражданской войны»: - Н. Щорс (1895—1919), серо-коричневая. | 0,60 руб.         | 19 сентября 1944 года | 6 000 000  | Виктор Климашин                          |
| (ЦФА [АО «Марка»] № 929) (Mi #926)  |             | Серия «Герои Гражданской войны»: - В. И. Чапаев (1887—1919), серо-зелёная. | 0,60 руб.         | 19 сентября 1944 года | 6 000 000  | Виктор Климашин                          |
| (ЦФА [АО «Марка»] № 930) (Mi #925)  |             | Серия «Герои Гражданской войны»: - С. Лазо (1894—1920), зелёная. | 0,60 руб.         | 19 сентября 1944 года | 6 000 000  | Виктор Климашин                          |
| (ЦФА [АО «Марка»] № 931) (Mi #928)  |             | Серия «75-летие со дня рождения С. А. Чаплыгина»: - Портрет С. А. Чаплыгина (1869—1942), серая. | 0,30 руб.         | 19 сентября 1944 года | 5 000 000  | Александр Мандрусов                      |
| (ЦФА [АО «Марка»] № 932) (Mi #929)  |             | Серия «75-летие со дня рождения С. А. Чаплыгина»: - Портрет С. А. Чаплыгина (1869—1942), светло-коричневая. | 1,00 руб.         | 19 сентября 1944 года | 2 000 000  | Александр Мандрусов                      |
| (ЦФА [АО «Марка»] № 933) (Mi #932B) |             | Серия «100-летие со дня рождения И. Е. Репина»: - И. Е. Репин (1844—1930). Автопортрет, чёрно-зелёная. | 0,30 руб.         | 5 ноября 1944 года    | 5 000 000  | Александр Мандрусов                      |
| (ЦФА [АО «Марка»] № 934) (Mi #933B) |             | Серия «100-летие со дня рождения И. Е. Репина»: - И. Е. Репин «Запорожцы пишут письмо турецкому султану», зелёная. | 0,50 руб.         | 5 ноября 1944 года    | 3 000 000  | Александр Мандрусов                      |
| (ЦФА [АО «Марка»] № 935) (Mi #934B) |             | Серия «100-летие со дня рождения И. Е. Репина»: - И. Е. Репин «Запорожцы пишут письмо турецкому султану», тёмно-синяя. | 0,60 руб.         | 5 ноября 1944 года    | 3 000 000  | Александр Мандрусов                      |
| (ЦФА [АО «Марка»] № 936) (Mi #935B) |             | Серия «100-летие со дня рождения И. Е. Репина»: - И. Е. Репин (1844—1930). Автопортрет, коричневая. | 1,00 руб.         | 5 ноября 1944 года    | 3 000 000  | Александр Мандрусов                      |
| (ЦФА [АО «Марка»] № 937) (Mi #936B) |             | Серия «100-летие со дня рождения И. Е. Репина»: - И. Е. Репин «Запорожцы пишут письмо турецкому султану», фиолетовая. | 2,00 руб.         | 5 ноября 1944 года    | 1 000 000  | Александр Мандрусов                      |
| (ЦФА [АО «Марка»] № 938) (Mi #932A) |             | Серия «100-летие со дня рождения И. Е. Репина»: - И. Е. Репин (1844—1930). Автопортрет, чёрно-зелёная. | 0,30 руб.         | 6 ноября 1944 года    | 3 000 000  | Александр Мандрусов                      |
| (ЦФА [АО «Марка»] № 939) (Mi #933A) |             | Серия «100-летие со дня рождения И. Е. Репина»: - И. Е. Репин «Запорожцы пишут письмо турецкому султану», зелёная. | 0,50 руб.         | 6 ноября 1944 года    | 1 000 000  | Александр Мандрусов                      |
| (ЦФА [АО «Марка»] № 940) (Mi #934A) |             | Серия «100-летие со дня рождения И. Е. Репина»: - И. Е. Репин «Запорожцы пишут письмо турецкому султану», тёмно-синяя. | 0,60 руб.         | 6 ноября 1944 года    | 1 000 000  | Александр Мандрусов                      |
| (ЦФА [АО «Марка»] № 941) (Mi #935A) |             | Серия «100-летие со дня рождения И. Е. Репина»: - И. Е. Репин (1844—1930). Автопортрет, коричневая. | 1,00 руб.         | 6 ноября 1944 года    | 3 000 000  | Александр Мандрусов                      |
| (ЦФА [АО «Марка»] № 942) (Mi #936A) |             | Серия «100-летие со дня рождения И. Е. Репина»: - И. Е. Репин «Запорожцы пишут письмо турецкому султану», фиолетовая. | 2,00 руб.         | 6 ноября 1944 года    | 2 000 000  | Александр Мандрусов                      |
| (ЦФА [АО «Марка»] № 943) (Mi #937)  |             | Серия «100-летие со дня смерти баснописца И. А. Крылова»: - Портрет И. А. Крылова (1769—1844), коричневая. | 0,30 руб.         | 23 ноября 1944 года   | 5 000 000  | Александр Мандрусов                      |
| (ЦФА [АО «Марка»] № 944) (Mi #938)  |             | Серия «100-летие со дня смерти баснописца И. А. Крылова»: - Портрет И. А. Крылова (1769—1844), светло-синяя. | 1,00 руб.         | 23 ноября 1944 года   | 2 000 000  | Александр Мандрусов                      |
| (ЦФА [АО «Марка»] № 945) (Mi #939)  |             | Почтовый блок «Освобождение Ленинграда от фашистской блокады»: - в блоке 4 марки (ЦФА [АО «Марка»] № 883). Памятный чёрный типографский текст: «27/I-1944 года город Ленинград полностью освобождён от вражеской блокады». | 0,30 руб.         | 7 декабря 1944 года   | 300 000    | Александр Мандрусов                      |

## Маркированные почтовые карточки
Це́льная вещь (нем. Ganzsache) — принятое в филателии название филателистических материалов, объединяющее различные объекты коллекционирования: почтовые конверты и карточки, листы почтовой бумаги, всевозможные формуляры и бланки, другие виды почтовой документации, на которых напечатаны знаки почтовой оплаты или тексты, их заменяющие). Не следует их путать с целыми вещами — конвертами или карточками, на которых, в отличие от цельных вещей, почтовые марки наклеены, например, конвертами первого дня.
Маркиро́ванная почто́вая ка́рточка — выпускаемая почтовым ведомством соответствующей страны почтовая карточка с напечатанным на лицевой стороне знаком почтовой оплаты (почтовой маркой). Минимальный размер карточек — 10,5×7,4 см, максимальный — 14,8×10,5 см. К стандартным почтовым карточкам СССР относятся почтовые карточки, у которых на лицевой (адресной) стороне нанесены: изображение Государственного герба СССР и стандартной почтовой марки, заголовок «Почтовая карточка», который иногда сопровождается пояснительным текстом, помогающим правильному написанию адреса, а также индексная сетка. Изображение почтовой марки стандартного выпуска печаталось в правом верхнем углу почтовой карточки, лишь изредка отличаясь в деталях от выпущенной отдельно марки. Оборотная сторона чистая и предназначена для письменного сообщения. В 1928—1948 годах в связи с разделением корреспонденции на местную и иногороднюю (постановление СНК СССР от 19 июня 1928 года) карточки издавались двух цветов: голубого (синий) для местной и коричневого (красного) — для иногородней корреспонденции.
В 1944 году поступили в обращение три односторонние рекламно-агитационные почтовые карточки со стандартной почтовой маркой  (ЦФА [АО «Марка»] № 558Б) четвёртого выпуска (1936—1953), номиналом 20 копеек. Данных о художнике не указано на карточке и не приведено в источнике. Почтовые карточки печатались на предприятиях Гознака Народного комиссариата финансов СССР.
| № по каталогу | Изображение | Угловая марка                                              | Описание и источники | Номинал           | Дата выпуска | Тираж      |
| ------------- | ----------- | ---------------------------------------------------------- | --- | ----------------- | ------------ | ---------- |
| VII-23        |             |                                                            | «„Красная Армия должна ещё крепче бить врага, беспощадно истреблять немецких захватчиков, неустанно гнать их с Советской земли!“ И. Сталин. Приказ Верховного Главнокомандующего 1 мая 1943 года № 195» | 0,20 руб.         | 1944 год     | Нет данных |
| VII-24        |             | «Да здравствует 1 Мая, День смотра боевых сил трудящихся!» | 0,20 руб. | 1944 год          | Нет данных   |            |
| VII-25        |             | «Гимн Советского Союза»                                    | 0,20 руб. | 4 марта 1944 года | 20 000 000   |            |

## Комментарии
1. ↑  Коммеморативные марки — обобщённое название специальных художественных (памятных, юбилейных и других) почтовых марок. Для упрощения терминологии в случаях, когда требуется лишь подчеркнуть, что данная марка не является общеупотребляемой (то есть стандартной), под термином «коммеморативная марка» подразумевают, кроме перечисленных выше, также тематические (рисунки которых, посвящены определённой теме коллекционирования) марки. Также все упомянутые марки, объединённые термином «коммеморативная», имеют общую черту: как правило, такие марки изготовляются на высоком полиграфическом уровне[5].
2. 1 2  При перепечатке цвет оригинальной почтовой марки изменён с зелёного на красный.
3. ↑  Ниже приведён перечень памятных художественных марок (с возможностью сортировки по номиналу, тиражу и дате введения в обращение).
4. 1 2 3  Продолжение, начало (первые марки серии) — 31 октября 1943 года.
5. ↑  Серия «25-летие ВЛКСМ»: танковая атака, красно-оранжевая. Глубокая печать. Перфорирована: линейная зубцовка 12½ (на каждые 2 сантиметра края марки приходится 12½ зубцов). В марочных листах 100 (10×10) марок[2][10][11].
6. ↑  Серия «25-летие ВЛКСМ»: рукопашный бой, коричневая, красная. Фототипия. Перфорирована: линейная зубцовка 12½ (на каждые 2 сантиметра края марки приходится 12½ зубцов). В марочных листах 100 (10×10) марок[2][10][11].
7. ↑  Серия «25-летие ВЛКСМ»: боец с гранатой, чёрная, сине-зелёная. Глубокая печать. Перфорирована: линейная зубцовка 12½ (на каждые 2 сантиметра края марки приходится 12½ зубцов). В марочных листах 100 (10×10) марок[2][10][11].
8. 1 2 3  На стратосферном аэростате «Осоавиахим-1», построенном в Советском Союзе, 30 января 1934 года был установлен рекорд высоты: впервые в мире достигнута высота 22 километра над уровнем моря. После чего стратостат с экипажем в составе трёх человек — командира экипажа Павла Фёдоровича Федосеенко, бортинженера Андрея Богдановича Васенко и научного сотрудника Ильи Давыдовича Усыскина обледенел и рухнул на землю: погибли все члены экипажа[14].
9. ↑  Авиапочта. Серия «Памяти советских стратонавтов»: Усыскин И. Д., зелёно-серая. Рисунок повторяет дизайн марки[en] (ЦФА [АО «Марка»] № 467) выпуска 1934 года. Памятный типографский текст: «22 000 метров 30.I.1934 30.I.1944». Глубокая печать на бумаге без водяного знака, перфорирована: линейная зубцовка 12½ (на каждые 2 сантиметра края марки приходится 12½ зубцов). В марочных листах по 80 (8×10) марок[2][15][16].
10. 1 2 3  Точная дата начала эмиссии не указана в АИ[2][15][16].
11. ↑  Авиапочта. Серия «Памяти советских стратонавтов»: Васенко А. Б., ярко-зелёная. Рисунок повторяет дизайн марки  (ЦФА [АО «Марка»] № 468) выпуска 1934 года. Памятный типографский текст: «22 000 метров 30.I.1934 30.I.1944». Глубокая печать на бумаге без водяного знака, перфорирована: линейная зубцовка 12½ (на каждые 2 сантиметра края марки приходится 12½ зубцов). В марочных листах по 80 (8×10) марок[2][15][16].
12. ↑  Авиапочта. Серия «Памяти советских стратонавтов»: Федосеенко П. Ф., серо-синяя. Рисунок повторяет дизайн марки  (ЦФА [АО «Марка»] № 469) выпуска 1934 года. Памятный типографский текст: «22 000 метров 30.I.1934 30.I.1944». Глубокая печать на бумаге без водяного знака, перфорирована: линейная зубцовка 12½ (на каждые 2 сантиметра края марки приходится 12½ зубцов). Второй тираж представлен разновидностью марки  (ЦФА [АО «Марка»] № 882): растр КВ, ультрамариновая. В марочных листах по 80 (8×10) марок[2][15][16].
13. ↑  Серия «Города-герои»: Ленинград, сине-чёрная. Внимание: краска линяет в воде! Глубокая печать, перфорирована: линейная зубцовка 12½ (на каждые 2 сантиметра края марки приходится 12½ зубцов). В марочных листах по 100 (10×10) марок[2][15][17].
14. ↑  Серия «Города-герои»: Сталинград, размер рисунка 32,7×22,0 мм  (Mi #898I), коричневая, красная. Фототипия, перфорирована: линейная зубцовка 12½ (на каждые 2 сантиметра края марки приходится 12½ зубцов). Разновидность  (ЦФА [АО «Марка»] № 888-I)  (Mi #860II) — размер рисунка 32,0×21,5 мм. В марочных листах по 100 (10×10) марок[2][15][17].
15. ↑  Суммарный тираж марок  (ЦФА [АО «Марка»] № 884)  (Mi #898I) и  (ЦФА [АО «Марка»] № 884-I)  (Mi #898II)[2][15][17].
16. ↑  Серия «Города-герои»: Одесса, ярко-зелёная. Внимание: краска линяет в воде! Глубокая печать, перфорирована: линейная зубцовка 12½ (на каждые 2 сантиметра края марки приходится 12½ зубцов). В марочных листах по 100 (10×10) марок[2][15][17].
17. ↑  Серия «Города-герои»: Севастополь, тёмно-ультрамариновая. Внимание: краска линяет в воде! Глубокая печать, перфорирована: линейная зубцовка 12½ (на каждые 2 сантиметра края марки приходится 12½ зубцов). В марочных листах по 100 (10×10) марок[2][15][17].
18. 1 2 3 4 5  Серия повторяет рисунок марок  (ЦФА [АО «Марка»] № 823—829). Продолжение, начало серии 1942 год.
19. ↑  Серия «Герои Советского Союза»: члены организации «Молодая гвардия», синяя. Глубокая печать, перфорирована: линейная зубцовка 12½ (на каждые 2 сантиметра края марки приходится 12½ зубцов). В марочных листах 100 (10×10) марок[2][15][18].
20. ↑  Серия «Герои Советского Союза»: В. В. Талалихин, серо-зелёная  (Mi #860I). Повторяет рисунок марки  (ЦФА [АО «Марка»] № 823)  (Mi #829). Глубокая печать, перфорирована: линейная зубцовка 12½ (на каждые 2 сантиметра края марки приходится 12½ зубцов). Разновидность  (ЦФА [АО «Марка»] № 888-I)  (Mi #860II) — тип II. В марочных листах 100 (10×10) марок[2][15][18].
21. ↑  В каталоге «Михель» дата начала эмиссии — апрель 1943 года[18].
22. ↑  Суммарный тираж марок  (ЦФА [АО «Марка»] № 888)  (Mi #860I) и  (ЦФА [АО «Марка»] № 888-I)  (Mi #860II)[2][15][18].
23. ↑  Серия «Герои Советского Союза»: Н. Ф. Гастелло, синяя. Повторяет рисунок марки  (ЦФА [АО «Марка»] № 824)  (Mi #833). Глубокая печать, перфорирована: линейная зубцовка 12½ (на каждые 2 сантиметра края марки приходится 12½ зубцов). В марочных листах 100 (10×10) марок[2][15][18].
24. ↑  В каталоге «Михель» дата начала эмиссии — апрель 1943 года[18].
25. ↑  Серия «Герои Советского Союза»: А. П. Чекалин, ярко-зелёная. Повторяет рисунок марки  (ЦФА [АО «Марка»] № 826)  (Mi #831). Глубокая печать, перфорирована: линейная зубцовка 12½ (на каждые 2 сантиметра края марки приходится 12½ зубцов). В марочных листах 100 (10×10) марок[2][15][18].
26. ↑  В каталоге «Михель» дата начала эмиссии — апрель 1943 года[18].
27. ↑  Серия «Герои Советского Союза»: З. А. Космодемьянская, фиолетовая. Внимание: краска линяет в воде! Повторяет рисунок марки  (ЦФА [АО «Марка»] № 827)  (Mi #830). Глубокая печать, перфорирована: линейная зубцовка 12½ (на каждые 2 сантиметра края марки приходится 12½ зубцов). В марочных листах 100 (10×10) марок[2][15][18].
28. ↑  В каталоге «Михель» дата начала эмиссии — апрель 1943 года[18].
29. ↑  Авиапочта. В. В. Талалихин, надпечатка кирпично-красная. Рисунок повторяет дизайн марки  (ЦФА [АО «Марка»] № 888) выпуска 1944 года. Кирпично-красная литографская надпечатка текста: «АВИАПОЧТА 1944 г. 1 рубль». Глубокая печать, перфорирована: линейная зубцовка 12½ (на каждые 2 сантиметра края марки приходится 12½ зубцов). В марочных листах по 100 (10×10) марок[2][19][17].
30. ↑  Авиапочта. Н. Ф. Гастелло, надпечатка красная. Рисунок повторяет дизайн марки  (ЦФА [АО «Марка»] № 889) выпуска 1944 года. Красная литографская надпечатка текста: «АВИАПОЧТА 1944 г. 1 рубль». Глубокая печать, перфорирована: линейная зубцовка 12½ (на каждые 2 сантиметра края марки приходится 12½ зубцов). В марочных листах по 100 (10×10) марок[2][19][17].
31. 1 2 3 4 5 6 7 8 9 10 11 12  Продолжение, начало серии — 1943 год.
32. ↑  Серия «Ордена СССР»: Орден Отечественной войны, красная на розовом фоне. Печать типографская на бумаге с цветным сетчатым фоном, без зубцов. В марочных листах 50 (10×5) марок[2][20][21].
33. ↑  Серия «Ордена СССР»: Орден Александра Невского, голубая на светло-голубом фоне. Печать типографская на бумаге с цветным сетчатым фоном, без зубцов. В марочных листах 50 (10×5) марок[2][20][21].
34. ↑  Серия «Ордена СССР»: Орден Суворова, зелёная на светло-зелёном фоне. Печать типографская на бумаге с цветным сетчатым фоном, без зубцов. В марочных листах 50 (10×5) марок[2][20][21].
35. ↑  Серия «Ордена СССР»: Орден Кутузова, красная на розовом фоне. Печать типографская на бумаге с цветным сетчатым фоном, без зубцов. В марочных листах 50 (10×5) марок[2][20][21].
36. ↑  Серия «Ордена СССР»: Орден Отечественной войны, красная на розовом фоне. Печать типографская на бумаге с цветным сетчатым фоном. Перфорирована: линейная зубцовка 12½ (на каждые 2 сантиметра края марки приходится 12½ зубцов). В марочных листах 50 (10×5) марок[2][20][21].
37. ↑  Серия «Ордена СССР»: Орден Александра Невского, голубая на светло-голубом фоне. Печать типографская на бумаге с цветным сетчатым фоном. Перфорирована: линейная зубцовка 12½ (на каждые 2 сантиметра края марки приходится 12½ зубцов). В марочных листах 50 (10×5) марок[2][20][21].
38. ↑  Серия «Ордена СССР»: Орден Суворова, зелёная на светло-зелёном фоне. Печать типографская на бумаге с цветным сетчатым фоном. Перфорирована: линейная зубцовка 12½ (на каждые 2 сантиметра края марки приходится 12½ зубцов). В марочных листах 50 (10×5) марок[2][20][21].
39. ↑  Серия «Ордена СССР»: Орден Кутузова, красная на розовом фоне. Печать типографская на бумаге с цветным сетчатым фоном. Перфорирована: линейная зубцовка 12½ (на каждые 2 сантиметра края марки приходится 12½ зубцов). В марочных листах 50 (10×5) марок[2][20][21].
40. ↑  Серия «Ордена СССР»: Орден Отечественной войны, серо-стальная. Металлография на плотной бумаге. Перфорирована: линейная зубцовка 12½ (на каждые 2 сантиметра края марки приходится 12½ зубцов). В марочных листах 50 (10×5) марок. Также  (ЦФА [АО «Марка»] № 860)  (Mi #872) (1943) на орденской ленте[2][20][22].
41. ↑  Серия «Ордена СССР»: Орден Александра Невского, сине-стальная. Металлография на плотной бумаге. Перфорирована: линейная зубцовка 12½ (на каждые 2 сантиметра края марки приходится 12½ зубцов). В марочных листах 50 (10×5) марок[2][20][22].
42. ↑  Серия «Ордена СССР»: Орден Кутузова, оливково-зелёная. Металлография на плотной бумаге. Перфорирована: линейная зубцовка 12½ (на каждые 2 сантиметра края марки приходится 12½ зубцов). В марочных листах 50 (10×5) марок[2][20][22].
43. ↑  Серия «Ордена СССР»: Орден Суворова, светло-красная. Металлография на плотной бумаге. Перфорирована: линейная зубцовка 12½ (на каждые 2 сантиметра края марки приходится 12½ зубцов). В марочных листах 50 (10×5) марок[2][20][22].
44. ↑  Серия «День Объединённых Наций»: флаги СССР, США и Великобритании, красная, синяя, серо-коричневая. Фототипия. Перфорирована: линейная зубцовка 12½ (на каждые 2 сантиметра края марки приходится 12½ зубцов). В марочных листах 100 (10×10) марок[2][23][24].
45. ↑  В каталоге «Михель» указана дата начала эмиссии 30 мая 1944 года.[24].
46. ↑  Серия «День Объединённых Наций»: флаги СССР, США и Великобритании, красная, синяя, чёрно-синяя. Фототипия. Перфорирована: линейная зубцовка 12½ (на каждые 2 сантиметра края марки приходится 12½ зубцов). В марочных листах 100 (10×10) марок[2][23][24].
47. ↑  В каталоге «Михель» указана дата начала эмиссии 30 мая 1944 года.[24].
48. 1 2 3 4 5 6  Часть марок серии повторяет рисунки  (ЦФА [АО «Марка»] № 475—480) выпуска 1934 года, причём  (ЦФА [АО «Марка»] № 908) близко повторяет  (ЦФА [АО «Марка»] № 480) 1934 года по цвету, по номиналу и различается только датой: 1944 вместо 1934.
49. ↑  Серия «20-летие со дня смерти В. И. Ленина»: портреты В. И. Ленина и И. В. Сталина, красно-оранжевая (миниатюра  (ЦФА [АО «Марка»] № 908) близко повторяет  (ЦФА [АО «Марка»] № 480) 1934 года). Фототипия на плотной бумаге. Перфорирована: линейная зубцовка 12½ (на каждые 2 сантиметра края марки приходится 12½ зубцов). В марочных листах 80 (8×10) марок[2][25][24].
50. ↑  Серия «20-летие со дня смерти В. И. Ленина»: В. И. Ленин в детстве, чёрная, серо-синяя. Фототипия на плотной бумаге. Перфорирована: линейная зубцовка 12½ (на каждые 2 сантиметра края марки приходится 12½ зубцов). В марочных листах 80 (10×8) марок[2][25][24].
51. ↑  Серия «20-летие со дня смерти В. И. Ленина»: В. И. Ленин в юности, чёрная, серо-синяя. Фототипия на плотной бумаге. Перфорирована: линейная зубцовка 12½ (на каждые 2 сантиметра края марки приходится 12½ зубцов). В марочных листах 80 (10×8) марок[2][25][24].
52. ↑  Серия «20-летие со дня смерти В. И. Ленина»: портрет В. И. Ленина, чёрная, серо-синяя. Фототипия на плотной бумаге. Перфорирована: линейная зубцовка 12½ (на каждые 2 сантиметра края марки приходится 12½ зубцов). В марочных листах 80 (10×8) марок[2][25][24].
53. ↑  Серия «20-летие со дня смерти В. И. Ленина»: В. И. Ленин на трибуне, чёрная, серо-синяя. Фототипия на плотной бумаге. Перфорирована: линейная зубцовка 12½ (на каждые 2 сантиметра края марки приходится 12½ зубцов). В марочных листах 80 (10×8) марок[2][25][24].
54. ↑  Серия «20-летие со дня смерти В. И. Ленина»: Мавзолей В. И. Ленина, тёмно-коричневая, тёмно-синяя. Фототипия на плотной бумаге. Перфорирована: линейная зубцовка 12½ (на каждые 2 сантиметра края марки приходится 12½ зубцов). В марочных листах 80 (8×10) марок[2][25][24].
55. ↑  Серия «20-летие со дня смерти В. И. Ленина»: портреты В. И. Ленина и И. В. Сталина, чёрно-синяя, оранжевая. Фототипия на плотной бумаге. Перфорирована: линейная зубцовка 12½ (на каждые 2 сантиметра края марки приходится 12½ зубцов). В марочных листах 80 (8×10) марок[2][25][24].
56. ↑  Серия «100-летие со дня рождения композитора Н. А. Римского-Корсакова»: портрет Н. А. Римского-Корсакова, серо-коричневая, размер рисунка 21,5×28,5 мм  (Mi #918BI). Глубокая печать, без зубцов. Встречается разновидность  (ЦФА [АО «Марка»] № 915-I)  (Mi #918BII) с размером рисунка 22,5×29,5 мм. В марочных листах 100 (10×10) марок[2][25][26].
57. ↑  Суммарный тираж марок  (ЦФА [АО «Марка»] № 915)  (Mi #918BI) и  (ЦФА [АО «Марка»] № 915-I)  (Mi #918BII)[2][25][26].
58. ↑  Серия «100-летие со дня рождения композитора Н. А. Римского-Корсакова»: портрет Н. А. Римского-Корсакова, серо-зелёная. Глубокая печать, без зубцов. В марочных листах 100 (10×10) марок[2][25][26].
59. ↑  Серия «100-летие со дня рождения композитора Н. А. Римского-Корсакова»: портрет Н. А. Римского-Корсакова, зелёная. Глубокая печать, без зубцов. В марочных листах 100 (10×10) марок[2][25][26].
60. ↑  Серия «100-летие со дня рождения композитора Н. А. Римского-Корсакова»: портрет Н. А. Римского-Корсакова, тёмно-лиловая. Глубокая печать, без зубцов. В марочных листах 100 (10×10) марок[2][25][26].
61. ↑  Серия «100-летие со дня рождения композитора Н. А. Римского-Корсакова»: портрет Н. А. Римского-Корсакова, серо-коричневая. Глубокая печать, перфорирована: линейная зубцовка 12½ (на каждые 2 сантиметра края марки приходится 12½ зубцов). В марочных листах 100 (10×10) марок[2][25][26].
62. ↑  Серия «100-летие со дня рождения композитора Н. А. Римского-Корсакова»: портрет Н. А. Римского-Корсакова, серо-зелёная. Глубокая печать, перфорирована: линейная зубцовка 12½ (на каждые 2 сантиметра края марки приходится 12½ зубцов). В марочных листах 100 (10×10) марок[2][25][26].
63. ↑  Серия «100-летие со дня рождения композитора Н. А. Римского-Корсакова»: портрет Н. А. Римского-Корсакова, зелёная. Глубокая печать, перфорирована: линейная зубцовка 12½ (на каждые 2 сантиметра края марки приходится 12½ зубцов). В марочных листах 100 (10×10) марок[2][25][26].
64. ↑  Серия «100-летие со дня рождения композитора Н. А. Римского-Корсакова»: портрет Н. А. Римского-Корсакова, зелёная. Глубокая печать, перфорирована: линейная зубцовка 12½ (на каждые 2 сантиметра края марки приходится 12½ зубцов). В марочных листах 100 (10×10) марок[2][25][26].
65. 1 2 3 4 5  Продолжение, начало серии 1942 год  (ЦФА [АО «Марка»] № 823—829) и 6 апреля 1944 года  (ЦФА [АО «Марка»] № 887—891).
66. ↑  Серия «Герои Советского Союза»: гвардии сержант Х. Нурадилов, серо-зелёная. Внимание: краска линяет в воде! Глубокая печать, перфорирована: линейная зубцовка 12½ (на каждые 2 сантиметра края марки приходится 12½ зубцов). В марочных листах 100 (10×10) марок[2][25][27].
67. ↑  Серия «Герои Советского Союза»: гвардии рядовой А. Матросов (1924—1943), серо-синяя. Внимание: краска линяет в воде! Глубокая печать, перфорирована: линейная зубцовка 12½ (на каждые 2 сантиметра края марки приходится 12½ зубцов). В марочных листах 100 (10×10) марок[2][25][27].
68. ↑  Серия «Герои Советского Союза»: ефрейтор Ф. Лузан (1921—1941), синяя. Внимание: краска линяет в воде! Глубокая печать, перфорирована: линейная зубцовка 12½ (на каждые 2 сантиметра края марки приходится 12½ зубцов). В марочных листах 100 (10×10) марок[2][25][27].
69. ↑  Серия «Герои Советского Союза»: подполковник Б. Сафонов (1915—1942), серо-зелёная. Внимание: краска линяет в воде! Глубокая печать, перфорирована: линейная зубцовка 12½ (на каждые 2 сантиметра края марки приходится 12½ зубцов). В марочных листах 100 (10×10) марок[2][25][28].
70. ↑  Серия «Герои Советского Союза»: снайперы М. Поливанова (1922—1942) и Н. Ковшова (1920—1942), зелёная. Внимание: краска линяет в воде! Глубокая печать, перфорирована: линейная зубцовка 12½ (на каждые 2 сантиметра края марки приходится 12½ зубцов). В марочных листах 100 (10×10) марок[2][25][28].
71. 1 2 3  Смотри также: все три  (ЦФА [АО «Марка»] № 1236—1238) (1948 год, номиналом 60 копеек) и  (ЦФА [АО «Марка»] № 1434) — 30-летие со дня гибели В. И. Чапаева, красно-оранжевая (29 сентября 1949 года, номиналом 40 копеек)[29].
72. ↑  Серия «Герои Гражданской войны»: Н. Щорс (1895—1919), серо-коричневая. Внимание: краска линяет в воде! Глубокая печать, перфорирована: линейная зубцовка 12½ (на каждые 2 сантиметра края марки приходится 12½ зубцов). В марочных листах 100 (10×10) марок[2][29][30].
73. ↑  Серия «Герои Гражданской войны»: В. И. Чапаев (1887—1919), серо-зелёная. Внимание: краска линяет в воде! Глубокая печать, перфорирована: линейная зубцовка 12½ (на каждые 2 сантиметра края марки приходится 12½ зубцов). В марочных листах 100 (10×10) марок[2][29][30].
74. ↑  Серия «Герои Гражданской войны»: С. Лазо (1894—1920), зелёная. Внимание: краска линяет в воде! Глубокая печать, перфорирована: линейная зубцовка 12½ (на каждые 2 сантиметра края марки приходится 12½ зубцов). В марочных листах 100 (10×10) марок[2][29][30].
75. ↑  Серия «75-летие со дня рождения С. А. Чаплыгина»: портрет С. А. Чаплыгина (1869—1942), серая. Глубокая печать, перфорирована: линейная зубцовка 12½ (на каждые 2 сантиметра края марки приходится 12½ зубцов). Разновидность  (ЦФА [АО «Марка»] № 931а) на серой бумаге. В марочных листах 100 (10×10) марок[2][29][28].
76. ↑  Серия «75-летие со дня рождения С. А. Чаплыгина»: портрет С. А. Чаплыгина (1869—1942), светло-коричневая. Глубокая печать, перфорирована: линейная зубцовка 12½ (на каждые 2 сантиметра края марки приходится 12½ зубцов). Разновидность  (ЦФА [АО «Марка»] № 932а) на серой бумаге. В марочных листах 100 (10×10) марок[2][29][28].
77. ↑  Серия «100-летие со дня рождения И. Е. Репина»: И. Е. Репин (1844—1930). Автопортрет, чёрно-зелёная. Глубокая печать, без зубцов. В марочных листах 100 (10×10) марок[2][29][31].
78. ↑  Серия «100-летие со дня рождения И. Е. Репина»: И. Е. Репин «Запорожцы пишут письмо турецкому султану», зелёная. Глубокая печать, без зубцов. В марочных листах 100 (10×10) марок[2][29][31].
79. ↑  Серия «100-летие со дня рождения И. Е. Репина»: И. Е. Репин «Запорожцы пишут письмо турецкому султану», тёмно-синяя. Глубокая печать, без зубцов. В марочных листах 100 (10×10) марок[2][29][31].
80. ↑  Серия «100-летие со дня рождения И. Е. Репина»: И. Е. Репин (1844—1930). Автопортрет, коричневая. Глубокая печать, без зубцов. В марочных листах 100 (10×10) марок[2][29][31].
81. ↑  Серия «100-летие со дня рождения И. Е. Репина»: И. Е. Репин «Запорожцы пишут письмо турецкому султану», фиолетовая. Внимание: краска линяет в воде! Глубокая печать, без зубцов. В марочных листах 100 (10×10) марок[2][29][31].
82. ↑  Серия «100-летие со дня рождения И. Е. Репина»: И. Е. Репин (1844—1930). Автопортрет, чёрно-зелёная. Глубокая печать, перфорирована: линейная зубцовка 12½ (на каждые 2 сантиметра края марки приходится 12½ зубцов). В марочных листах 100 (10×10) марок[2][29][31].
83. ↑  Серия «100-летие со дня рождения И. Е. Репина»: И. Е. Репин «Запорожцы пишут письмо турецкому султану», зелёная. Глубокая печать, перфорирована: линейная зубцовка 12½ (на каждые 2 сантиметра края марки приходится 12½ зубцов). В марочных листах 100 (10×10) марок[2][29][31].
84. ↑  Серия «100-летие со дня рождения И. Е. Репина»: И. Е. Репин «Запорожцы пишут письмо турецкому султану», тёмно-синяя. Глубокая печать, перфорирована: линейная зубцовка 12½ (на каждые 2 сантиметра края марки приходится 12½ зубцов). В марочных листах 100 (10×10) марок[2][29][31].
85. ↑  Серия «100-летие со дня рождения И. Е. Репина»: И. Е. Репин (1844—1930). Автопортрет, коричневая. Глубокая печать, перфорирована: линейная зубцовка 12½ (на каждые 2 сантиметра края марки приходится 12½ зубцов). В марочных листах 100 (10×10) марок[2][29][31].
86. ↑  Серия «100-летие со дня рождения И. Е. Репина»: И. Е. Репин «Запорожцы пишут письмо турецкому султану», фиолетовая. Внимание: краска линяет в воде! Глубокая печать, перфорирована: линейная зубцовка 12½ (на каждые 2 сантиметра края марки приходится 12½ зубцов). В марочных листах 100 (10×10) марок[2][29][31].
87. ↑  Серия «100-летие со дня смерти баснописца И. А. Крылова»: портрет И. А. Крылова (1769—1844), коричневая. Внимание: краска линяет в воде! Глубокая печать, бумага желтовато-серая полупрозрачная. Перфорирована: линейная зубцовка 12½ (на каждые 2 сантиметра края марки приходится 12½ зубцов). Разновидность  (ЦФА [АО «Марка»] № 943а) — бумага жёлтая. В марочных листах 100 (10×10) марок[2][29][32].
88. ↑  Суммарный тираж марок  (ЦФА [АО «Марка»] № 943)  (Mi #918BI) и  (ЦФА [АО «Марка»] № 943а)  (Mi #918BII)[2][29][33].
89. ↑  Серия «100-летие со дня смерти баснописца И. А. Крылова»: портрет И. А. Крылова (1769—1844), светло-синяя. Внимание: краска линяет в воде! Глубокая печать, бумага желтовато-серая полупрозрачная. Перфорирована: линейная зубцовка 12½ (на каждые 2 сантиметра края марки приходится 12½ зубцов). Разновидность  (ЦФА [АО «Марка»] № 944а) — ультрамариновая, бумага белая, клей желтоватый. В марочных листах 100 (10×10) марок[2][29][32].
90. ↑  Суммарный тираж марок  (ЦФА [АО «Марка»] № 944)  (Mi #918BI) и  (ЦФА [АО «Марка»] № 944а)  (Mi #918BII)[2][29][33].
91. ↑  Почтовый блок 140×110 мм «Освобождение Ленинграда от фашистской блокады»: в блоке 4 марки  (ЦФА [АО «Марка»] № 883), чёрно-синяя, чёрная. Памятный чёрный типографский текст: «27/I-1944 года город Ленинград полностью освобождён от вражеской блокады». Глубокая печать (рисунок) и типографская (текст). Без зубцов. Разновидности: тип I  (ЦФА [АО «Марка»] № 945) — черта, разделяющая число и месяц, отпечатана под углом 65º к условной горизонтали, а между тире и стойкой цифры «1» зазор ~ равен 0,75—0,8 мм; тип II  (ЦФА [АО «Марка»] № 945-I) — черта, разделяющая число и месяц, отпечатана под углом ~ 78º к условной горизонтали, а между тире и стойкой цифры «1» зазор равен ~ 0,75—0,8 мм; Тип III  (ЦФА [АО «Марка»] № 945-II) — черта, разделяющая число и месяц, отпечатана под углом 65º к условной горизонтали, а между тире и стойкой цифры «1» зазор ~ равен 2 мм[2][34][35].
92. ↑  В каталоге Михель указана дата начала эмиссии — 6 декабря [35].
93. ↑  Суммарный тираж марок  (ЦФА [АО «Марка»] № 945);  (ЦФА [АО «Марка»] № 945-I) и  (ЦФА [АО «Марка»] № 945-II)[2][29][35].
94. ↑  Офсетная печать на палевой бумаге. Оттиск карточки красный (для иногородней корреспонденции), иллюстрация серо-коричневая, сине-зелёная. Год эмиссии на почтовой карточке не указан. Памятный текст: «„Красная Армия должна ещё крепче бить врага, беспощадно истреблять немецких захватчиков, неустанно гнать их с Советской земли!“ И. Сталин. Приказ Верховного Главнокомандующего 1 мая 1943 года №195». Данных о тираже и художнике нет на почтовой карточке и в источнике[40].
95. 1 2  Не указано на карточке и не приведено в источнике.
96. ↑  Офсетная печать на палевой бумаге. Оттиск карточки красный (для иногородней корреспонденции), иллюстрация красная, чёрная. Год эмиссии на почтовой карточке не указан. Памятный текст: «Да здравствует 1 Мая, День смотра боевых сил трудящихся!». Данных о тираже и художнике нет на почтовой карточке и в источнике[40].
97. ↑  Типографская печать на палевой бумаге. Оттиск карточки красный (для иногородней корреспонденции), иллюстрация синяя. На почтовой карточке указана дата начала эмиссии: 4/III-1944. Памятный текст: «Гимн Советского Союза (текст Сергея Михалкова и Эль-Регистана)». Тираж 20 000 000 экземпляров. Данных о художнике нет на почтовой карточке и в источнике[40].